# Fabio Duque Jaramillo
Fabio Duque Jaramillo (Armenia, 12 maggio 1950 – Medellín, 9 febbraio 2022) è stato un vescovo cattolico colombiano.

## Biografia
Monsignor Fabio Duque Jaramillo nacque ad Armenia il 12 maggio 1950.

### Formazione e ministero sacerdotale
Entrato nell'Ordine dei frati minori a Medellín, compì gli studi ecclesiastici di filosofia e teologia presso l'Università San Buenaventura a Bogotà. Il 15 gennaio 1972 emise la professione temporanea e il 1º febbraio 1975 quella solenne a Bogotà.
Il 29 novembre 1975 fu ordinato presbitero ad Armenia. In seguito fu vice-maestro dei novizi dal 1975 al 1977; vice-maestro dei professi temporanei dal 1977 al 1979; superiore di comunità e parroco a Chimichagua dal 1979 al 1981; direttore del dipartimento per la vita consacrata della segreteria permanente della Conferenza episcopale della Colombia dal 1982 al 1985, membro del consiglio superiore dell'Università San Buenaventura a Bogotà dal 1984 al 1985 e direttore del dipartimento per la catechesi della segreteria permanente della Conferenza episcopale della Colombia dal 1984 al 1985. Nel 1985 venne inviato a Roma per studi. Nel 1990 conseguì il dottorato in sacra liturgia presso il Pontificio ateneo Sant'Anselmo di Roma con una tesi intitolata La expresión „Pueblo de Dios“ en la teología del Concilio Vaticano II y su trascendencia en el ritual de la iniciación cristiana de los adultos del Papa Pablo VI. Tornato in patria fu superiore del convento di San Bernardino a Bogotà dal 1990 al 1991, decano della Facoltà di teologia e professore di liturgia e patristica presso l'Università San Buenaventura a Bogotà dal 1990 al 1992, professore presso l'Istituto di teologia missionaria dei padri redentoristi a Bogotà dal 1990 al 1992, direttore accademico del Centro di pastorale per i religiosi "Cardenal Aníbal Muñoz Duque" di Bogotà dal 1991 al 1992, amministratore parrocchiale nel 1992 e vicario parrocchiale nel 1993 della parrocchia di San Francesco d'Assisi a Barranquilla e professore di liturgia sacramentaria e patristica presso il seminario regionale arcidiocesano "Giovanni XXIII" di Barranquilla nel 1993. È stato anche predicatore di ritiri al clero diocesano e religioso, predicatore di ritiri spirituali per religiosi, consigliere di capitoli provinciali per religiosi, visitatore di diversi monasteri per religiose di clausura.
Nel 1994 entrò in servizio come officiale presso il Pontificio consiglio della cultura. Fu responsabile dell'area di lingua spagnola e portoghese dal 1994 al 1997. Il 9 luglio 1997 papa Giovanni Paolo II lo nominò sottosegretario del dicastero. Partecipò alla IV commissione dell'UNESCO come membro della delegazione della Santa Sede alle Conferenze Generali del 1999-2001 e del 2003 e prese parte come capo della delegazione della Santa Sede alla tavola rotonda dei ministri della cultura dei Paesi membri dell'UNESCO sul "Patrimonio culturale immateriale dell'umanità" convocata a Istanbul nel settembre 2002 e a numerosi incontri regionali in America Latina e in Europa per conto del Consiglio. Fu anche professore invitato di liturgia presso l'Istituto "Regina Mundi" di Roma dal 1996 al 1997, membro del coordinamento del servizio per il dialogo dell'Ordine dei frati minori, dipendente dalla curia generale e presidente della commissione per il dialogo con le culture del governo generale dell'Ordine dei frati minori.

### Ministero episcopale
Il 29 novembre 2003 papa Giovanni Paolo II lo nominò vescovo di Armenia. Ricevette l'ordinazione episcopale il 31 gennaio successivo nella cattedrale dell'Immacolata Concezione ad Armenia dal cardinale Paul Poupard, presidente del Pontificio consiglio della cultura, co-consacranti l'arcivescovo metropolita di Medellín Alberto Giraldo Jaramillo e quello di Manizales Fabio Betancur Tirado. Durante la stessa celebrazione prese possesso della diocesi.
Lo stesso pontefice lo nominò consultore della Congregazione per l'educazione cattolica il 29 gennaio 2005 e membro del Pontificio consiglio della cultura il 24 gennaio 2004.
Nel giugno del 2004 compì la visita ad limina.
L'11 giugno 2012 papa Benedetto XVI lo nominò vescovo di Garzón. Nel settembre del 2012 compì una seconda visita ad limina. Prese possesso della diocesi il 29 dello stesso mese.
In seno alla Conferenza episcopale della Colombia fu presidente della commissione per la liturgia.
Morì nella clinica del Rosario di Medellín il 9 febbraio 2022 all'età di 71 anni per un tumore. Il 10 febbraio alle ore 11 si tenne una messa in suffragio nella basilica cattedrale metropolitana dell'Immacolata Concezione a Medellín. Le esequie si tennero il 12 febbraio alle ore 15 nella cattedrale dell'Immacolata Concezione a Garzón e furono presiedute da monsignor Orlando Roa Barbosa, arcivescovo metropolita di Ibagué. Al termine del rito la salma fu sepolta nella cripta dello stesso edificio.

## Opere
- La expresión „Pueblo de Dios“ en la teología del Concilio Vaticano II y su trascendencia en el ritual de la iniciación cristiana de los adultos del Papa Pablo VI, Roma, Pontificium Athenaeum S. Anselmi de Urbe, 1994,  p. 333.
- La evangelizacion de la cultura a la luz de la espiritualidad franciscana, in Revista de las Ciencias Humanas y de la Salud, vol. 2, n. 3, gennaio-giugno 2002,  pp. 33-50.
- La educación cristiana: ministerio del servicio al hombre y al mundo, in Itinerario Educativo, vol. 14, n. 41, Bogotà, Universidad de San Buenaventura, 1º gennaio 2003,  pp. 55-60.

## Genealogia episcopale
La genealogia episcopale è:
- Cardinale Scipione Rebiba
- Cardinale Giulio Antonio Santori
- Cardinale Girolamo Bernerio, O.P.
- Arcivescovo Galeazzo Sanvitale
- Cardinale Ludovico Ludovisi
- Cardinale Luigi Caetani
- Cardinale Ulderico Carpegna
- Cardinale Paluzzo Paluzzi Altieri degli Albertoni
- Papa Benedetto XIII
- Papa Benedetto XIV
- Papa Clemente XIII
- Cardinale Marcantonio Colonna
- Cardinale Giacinto Sigismondo Gerdil, B.
- Cardinale Giulio Maria della Somaglia
- Cardinale Carlo Odescalchi, S.J.
- Vescovo Eugène-Charles-Joseph de Mazenod, O.M.I.
- Cardinale Joseph Hippolyte Guibert, O.M.I.
- Cardinale François-Marie-Benjamin Richard de la Vergne
- Vescovo Marie-Prosper-Adolphe de Bonfils
- Cardinale Louis-Ernest Dubois
- Cardinale Gabriel Auguste François Marty
- Cardinale Paul Poupard
- Vescovo Fabio Duque Jaramillo, O.F.M.